# Merlet comú
El merlet comú (Pyrgus malvoides) és una espècie de lepidòpter papilionoïdeu de la família dels hespèrids (Hesperiidae) present als Països Catalans. Té una envergadura alar d'entre 24 i 26 mm.
Es troba a Espanya, Portugal, oest i sud de França (al sud, a partir d'una línia que uneix el Charente Marítim, el Massís Central i l'Alta Savoia en avall), sud-est de Suïssa (sud d'Engadina), sud-oest d'Àustria (sud d'Innsbruck) i Itàlia, incloent-hi la península d'Ístria i Sicília. Absent a les illes Balears, Còrsega i Sardenya.

## Període de vol
Vola en dues generacions: la primera, entre abril i juny, i la segona, entre finals de juliol i agost; a gran altitud només n'hi ha una, al juny-juliol.

## Biologia
L'eruga s'alimenta de Potentilla (especialment, de Potentilla pensylvanica i Potentilla erecta), Agrimonia i Fragaria. Hiberna com a pupa.